# Norowirusy
Norowirusy, NoV – grupa wirusów ssRNA z rodziny kaliciwirusów (Caliciviridae). NoV może być przyczyną wirusowego zakażenia przewodu pokarmowego. W Wielkiej Brytanii stosowane jest określenie winter vomiting disease (zimowa choroba żołądka), ponieważ największa liczba infekcji zdarza się zimą. Do zakażenia może jednak dojść o dowolnej porze roku.

## Epidemiologia
Zakażenia norowirusami są powszechne na całym świecie, dlatego większość ludzi dorosłych posiada przeciwciała przeciw tym wirusom. W klimacie umiarkowanym obserwuje się wyraźny wzrost zachorowań w okresie zimowym. Norowirusy mogą być najczęstszymi czynnikami etiologicznymi łagodnych biegunek w społecznościach lokalnych. Na infekcje podatne są wszystkie grupy wiekowe. Norowirus jest drugim pod względem częstości występowania czynnikiem etiologicznym wirusowych biegunek u dzieci. W tej klasyfikacji przodują rotawirusy. U starszych dzieci i dorosłych jest jednak najczęstszym powodem zachorowań. Norowirusy uznawane są za wiodącą przyczynę epidemii biegunek na świecie. Na świecie ta grupa wirusów wywołuje ponad 90% epidemii niebakteryjnych chorób z biegunką. Epidemie występują przez cały rok we wszystkich grupach wiekowych, a ich okoliczności są różnorodne.
W Polsce w 2020 roku odnotowano 1483 przypadki zachorowań, co odpowiada zapadalności na poziomie 3,9 na 100 tys. mieszkańców. Spośród tych przypadków 78% (1163 przypadki) dotyczyło dzieci w grupie wiekowej 0–4 lata.

## Oporność wirusa
Norowirusy są pozbawione osłonki lipoproteinowej, dzięki czemu są oporne na rozpuszczalniki lipidowe i łagodne detergenty. Do zwalczenia wirusa może być stosowany nadtlenek wodoru. Funkcję odkażającą spełnia także podchloryn sodu (wymagane stężenie domowego środka dezynfekującego wynosi 5000 ppm). Wirusom tym szkodzi także wysoka temperatura – przy 60 °C (według innych źródeł 100 °C) te struktury organiczne ulegają inaktywacji.